# زوج مرتب

في الرياضيات, الزوج المرتب (Ordered pair) إذا كان x و y عنصرين ليس بالضرورة مختلفين فإن الزوج المرتب (x، y) يتكون من x، y على الترتيب حيث x تسمى الإحداثية الأولى coordinate أو الإسقاط الأول projection أو المدخل الأول entry وy تسمى الإحداثية الثانية. عند التعامل مع الأزواج المرتبة يجب مراعاة ما يلي :
1. الحفاظ على ترتيب الإحداثيات للزوج المرتب فالزوج (7، 3) يختلف عن الزوج (3، 7).
2. الزوج المرتب (a، b) يختلف عن المجموعة {a، b}
3. إذا كان (x، y) = (z، t) فإن x = z، y = t.